# Wehrkreis X

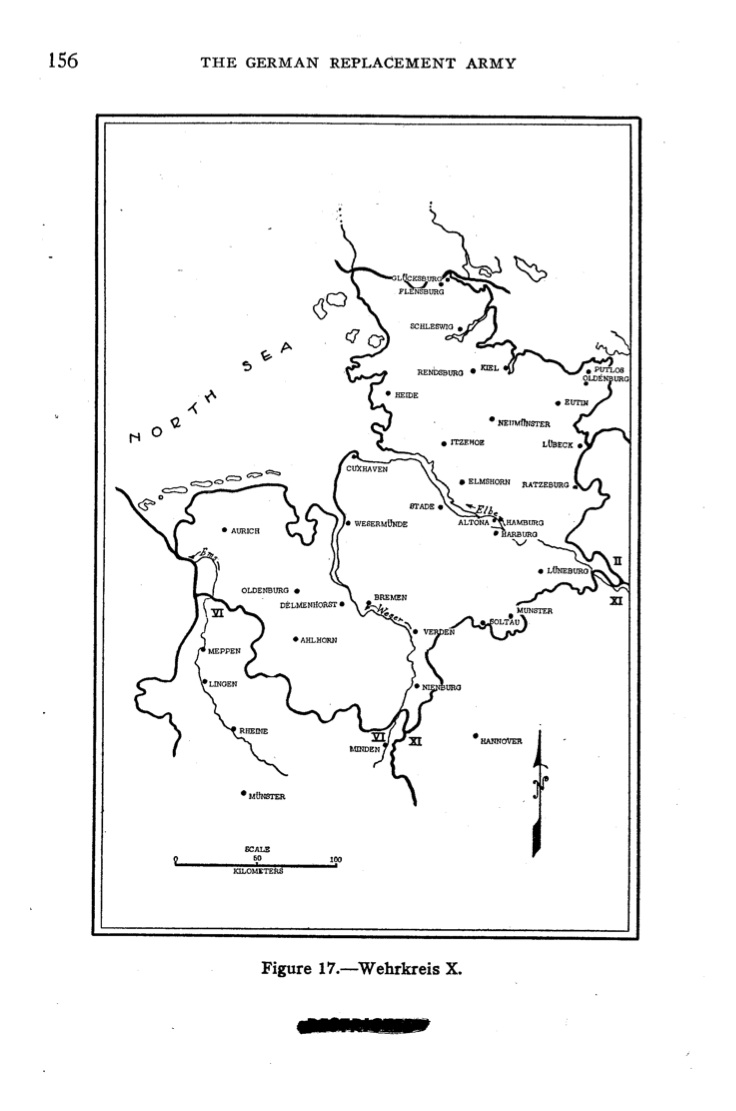
Carte de la 10e région militaire en 1944.

Le Wehrkreis X (WK X) était la 10e région militaire allemande qui contrôlait le Schleswig-Holstein et le nord du Hanovre.

## Divisions administratives
Le siège de la 10e région militaire était à Hambourg.
- Hamburg
- Bremen
- Schleswig-Holstein (Hamburg)

## Gouverneurs (Befehlshaber)
Les gouverneurs de la 10e région militaire.
1. General der Infanterie Erich Lüdke (de) (1er septembre 1939 - 1er juin 1940)
2. General der Infanterie Maximilian Schwandner (de) (1er juin 1940 - 24 octobre 1940)
3. General der Artillerie Peter Weyer (26 octobre 1940 - 1er mai 1941)
4. General der Infanterie Erich Raschick (1er mai 1941 - 1er mars 1944)
5. General der Infanterie Wilhelm Wetzel (1er mars 1944 - 8 mai 1945)